# WTA Tournament of Champions 2012 – ženská dvouhra
Obhájkyně titulu z předešlých dvou let Srbka Ana Ivanovićová nemohla obdržet divokou kartu, protože nastoupila do souběžně probíhajícího finále Fed Cupu 2012. Turnaj poprvé vyhrála druhá nasazená Ruska Naděžda Petrovová, která ve finále zdolala dánskou turnajovou jedničku Caroline Wozniackou po hladkém průběhu 6–2 a 6–1.
Američanka Venus Williamsová splňovala kritéria účasti. Odhlásila se pro dříve plánovaná utkání spolu s mladší sestrou Serenou Williamsovou, které hrála na africkém kontinentu v rámci Africa Tours. Druhou odhlášenou se stala Estonka Kaia Kanepiová. Důvodem byly přetrvávající bolesti paty.
Osm hráček bylo rozděleno do dvou čtyřčlenných skupin pojmenovaných „Serdika“ a „Sredets“ – historických označení bulharského hlavního města Sofie, kde se turnaj odehrával.

## Hráčky
1. Caroline Wozniacká (finále)
2. Naděžda Petrovová (vítězka)
3. Maria Kirilenková (základní skupina, odstoupila)
4. Roberta Vinciová (semifinále)
5. Sie Šu-wej (základní skupina)
6. Čeng Ťie (základní skupina, skreč)
7. Daniela Hantuchová (základní skupina)
8. Cvetana Pironkovová (semifinále)

## Náhradnice
1. Sofia Arvidssonová (základní skupina, nahradila Kirilenkovou)
2. Alizé Cornetová (nenastoupila)

## Soutěž
| Legenda                                                       |                                                                        |                                                   |
| - Q – kvalifikant - WC – divoká karta - LL – šťastný poražený | - Alt – náhradník - SE – zvláštní výjimka - PR/SR – žebříčková ochrana | - w/o – bez boje - r – skreč - d – diskvalifikace |

### Finálová fáze
|  | Semifinále | Semifinále          | Semifinále        | Semifinále | Semifinále |                   |                    | Finále | Finále | Finále | Finále | Finále |
|  |            |                     |                   |            |            |                   |                    |        |        |        |        |        |
|  | 1          | Caroline Wozniacká  | 6                 | 6          |            |                   |                    |        |        |        |        |        |
|  | 8/WC       | Cvetana Pironkovová | 4                 | 1          |            |                   |                    |        |        |        |        |        |
|  | 8/WC       | Cvetana Pironkovová | 4                 | 1          |            | 1                 | Caroline Wozniacká | 2      | 1      |        |        |        |
|  |            |                     |                   |            |            | 1                 | Caroline Wozniacká | 2      | 1      |        |        |        |
|  |            | 2                   | Naděžda Petrovová | 6          | 6          |                   |                    |        |        |        |        |        |
|  | 2          | 2                   | Naděžda Petrovová | 6          | 6          | Naděžda Petrovová | 6                  | 6      | 6      |        |        |        |
|  | 2          |                     |                   |            |            | Naděžda Petrovová | 6                  | 6      | 6      |        |        |        |
|  | 4          | Roberta Vinciová    | 78                | 1          | 4          |                   |                    |        |        |        |        |        |

### Skupina Serdika
|    |                    | Wozniacká      | Vinciová | Sieová        | Hantuchová     | Zápasy V/P | Sety V/P     | Hry V/P        | Pořadí |
| 1. | Caroline Wozniacká |                | 6–3, 6–1 | 6–2, 6–2      | 3–6, 7–64, 6–4 | 3–0        | 6–1 (85,7 %) | 40–24 (62,5 %) | 1.     |
| 4. | Roberta Vinciová   | 3–6, 1–6       |          | 6–1, 6–2      | 6–1, 6–2       | 2–1        | 4–2 (66,7 %) | 28–18 (60,9 %) | 2      |
| 5  | Sie Šu-wej         | 2–6, 2–6       | 1–6, 2–6 |               | 6–1, 0–6, 6–4  | 1–2        | 2–5 (28,6 %) | 19–35 (35,2 %) | 3.     |
| 7. | Daniela Hantuchová | 6–3, 64–7, 4–6 | 1–6, 2–6 | 1–6, 6–0, 4–6 |                | 0–3        | 2–6 (25 %)   | 30–40 (42,9 %) | 4.     |

Pořadí je určeno na základě následujících kritérií: 1) počet vyhraných utkání; 2) počet odehraných utkání; 3) vzájemný poměr utkání u dvou hráček se stejným počtem výher; 4) procento vyhraných setů, procento vyhraných her u třech hráček se stejným počtem výher; 5) rozhodnutí řídící komise.

### Skupina Sredets
|          |                                      | Petrova                          | Kirilenko Arvidssonová           | Čengová                 | Pironkovová                | Zápasy V/P | Sety V/P             | Hry V/P                   | Pořadí |
| 2        | Naděžda Petrovová                    |                                  | 3–6, 7–64, 6–3 (vs/ Kirilenková) | 6–3, 6–3                | 5–7, 6–1, 6–3              | 3–0        | 6–2 (75 %)           | 45–32 (58,4 %)            | 1.     |
| 3./WC 9. | Maria Kirilenková Sofia Arvidssonová | 6–3, 64–7, 3–6 (vs/ Kirilenková) |                                  | 5–1r (vs/ Arvidssonová) | 6–1, 6–4 (vs/ Kirilenková) | 1–1 1–0    | 3–2 (60 %) 0–0 (0 %) | 27–21 (56 %) 5–1 (83,3 %) | X 3.   |
| 6.       | Čeng Ťie                             | 3–6, 3–6                         | 1r–5 (vs/ Arvidssonová)          |                         | 6–2, 4–6, 64–7             | 0–3        | 1–4 (20 %)           | 23–32 (41,8 %)            | 4.     |
| 8./WC    | Cvetana Pironkovová                  | 7–5, 1–6, 3–6                    | 1–6, 4–6 (vs/ Kirilenková)       | 2–6, 6–4, 7–64          |                            | 1–2        | 3–5 (37,5 %)         | 31–45 (40,8 %)            | 2.     |

Pořadí je určeno na základě následujících kritérií: 1) počet vyhraných utkání; 2) počet odehraných utkání; 3) vzájemný poměr utkání u dvou hráček se stejným počtem výher; 4) procento vyhraných setů, procento vyhraných her u třech hráček se stejným počtem výher; 5) rozhodnutí řídící komise.